# ŌI Kikutarō
ŌI Kikutarō (大井 菊太郎) (* 22. Oktober 1863 in Yamaguchi-ken; † 15. Juli 1951 in Tokyo) war ein japanischer General, Direktor der Kaiserlichen Militärakademie und japanischer Militärattaché in Berlin. Enge Beziehungen pflegte er zu Deutschland, mit dem er sich durch die Militärwissenschaften und die bestehenden Kontakte sehr verbunden fühlte.

## Herkunft und Ausbildung
Geboren wurde ŌI Kikutarō in der Präfektur Yamaguchi, die sich auf der japanischen Insel Honshū befindet. Nach seinem Schulabschluss 1880 besuchte er ab Januar des Folgejahres die kaiserliche Militärschule in Tokyo. Hier war unter anderem der deutsche Generalstabsoffizier Jacob Meckel (1842–1906) einer seiner Lehrer. Dieser unterrichtete ihn vor allem in den Fächern militärische Strategie und Taktik, die sich aus den Erfahrungen im Bereich des preußischen Militärwesens ableiteten. Als Leutnant beendete er 1888 die japanische Militärschule und erhielt auf Grund seiner Studienergebnisse eine Delegierung nach Deutschland zur Fortsetzung seiner Ausbildung. Im Folgejahr bereitete er sich auf diesen Einsatz vor und reiste zum Ende des Jahres in Richtung Europa.
Ab Februar 1890 setzte ŌI Kikutarō sein Studium an der Friedrich-Wilhelms-Universität in Berlin und der preußischen Militärakademie fort. An der Universität wurde er unter dem Namen Ohoi Kikoutaro immatrikuliert. Nach drei Semestern wechselte er zur Vertiefung seiner praktischen militärischen Kenntnisse ab Juni 1891 nach Dresden. Dort wurde er dem königlich sächsischen Infanterieregiment 133 und dem 113. Preußischen Regiment zugeteilt. Nach fast zwei Jahren Truppendienst erhielt er im Herbst 1893, zum Wintersemester eine Immatrikulation an der Universität Leipzig. Hier belegte er den rechtswissenschaftlichen Studiengang mit der speziellen Ausrichtung des Militärrechtes. Auch in den Unterlagen der Leipziger Universität war er nicht mit seinem korrekten Namen eingeschrieben. Vermutlich wegen der schwierigen Schreibweise und der Übertragung des Namens aus dem Japanischen wird er hier als Ohoi K. geführt. Mit Beginn des Semesters wohnte er ab 18. Oktober 1893 in Leipzig-Gohlis. Hier unterhielt er eine enge Beziehung zu einer Leipzigerin. Im September 1894 wurde ihre gemeinsame Tochter geboren. Kurz vorher war er nach Berlin zurückgekehrt und setzte seine Ausbildung ab dem Wintersemester 1894 an der dortigen Universität fort. Erst im Februar 1895 trat er von Berlin aus die Rückreise in seine Heimat an.

## Berufliche Karriere
Im Februar 1895 traf ŌI Kikutarō, nun im Rang eines Hauptmanns, wieder in Japan ein und wurde im Generalstab verwendet. Während dieser Zeit war er, neben seinen militärischen Aufgaben, mehrfach zur Betreuung deutscher Offiziere während ihres Gastaufenthaltes in Japan eingesetzt. Einer dieser gern gesehenen Gäste, die um 1896 auf Einladung der japanischen Armee im Land weilten, war der Offizier Schumacher. Er tat längere Zeit Dienst bei einem Truppenteil des japanischen Landheeres und war persönlicher Gast des regionalen Gouverneurs und Befehlshabers, Sukenori Kabayama (1837–1922). Im Januar 1896 erhielt Kikutarō eine Kommandierung zur kaiserlichen Militärakademie nach Tokyo und wurde dort als Instrukteur für die militärische Bildungsarbeit eingesetzt. Nach weiteren zwei Jahren erhielt er eine Versetzung zum Ministerium, das für die japanischen Streitkräfte und die Planung der Landesverteidigung zuständig war. Hier war er ab April 1898 als Sekretär eingesetzt. Nach der Jahrhundertwende bereitete er sich auf einen Auslandseinsatz vor.
Dieser führte ŌI Kikutarō im Mai 1902 nach Deutschland, wo er an der japanischen Gesandtschaft in Berlin als Militärattaché eingesetzt wurde. Der zu dieser Zeit amtierende und bevollmächtigte Gesandte war der Diplomat Katsunosuke Inoue (jap.井上 勝之助) (1861–1929) und damit sein unmittelbarer Vorgesetzter. In Berlin trat er für die Gestaltung intensiver Beziehungen zwischen beiden Ländern ein und unterhielt während seines Aufenthaltes Arbeitskontakte zum Auswärtigen Amt und zu den Führungsgremien des Preußischen Kriegsministeriums. In seiner Amtszeit erfolgte sowohl der Austausch von militärischen Erfahrungen, Informationen über wichtige strategische Entwicklungen aber auch die personelle Unterstützung zwischen beiden Streitkräften. So weilten in dieser Zeit mehrere japanische Offiziere als Gast einzelnen Truppenteile in Preußen, nahmen an Lehrveranstaltungen der Kriegsakademie teil und informierten sich über ausgewählte Entwicklungen der Waffentechnik. Mit seiner Unterstützung konnten einzelne preußische Generalstabsoffiziere während des Russisch-Japanischen Krieges ab 1904 als Beobachter an bestimmten Kampfhandlungen auf dem asiatischen Festland teilnehmen. Auf Grund der guten Beziehungen zwischen beiden Ländern erhielten die zu dieser Zeit in Japan eingesetzten militärischen Attaches, Günther von Etzel (1862–1948), zuständig für das Landheer und Konrad Trummler (1864–1936), zuständig für Marienfragen über mehrere Wochen die Möglichkeit die japanischen Truppen in der Mandschurei zu begleiten. Der Marineattaché Trummler verfügte während der Kriegstage sogar über einen festen Platz im japanischen Hauptquartier und konnte von dort sehr zeitnah über die militärische Lage berichten. Die Schaltstelle in Berlin über die Kikutarō und die beiden preußischen Attachés kommunizierten war der Generaladjutant des Deutschen Kaisers Wilhelm II., Gustav von Senden-Bibran (1847–1909). In einem gemeinsamen Erfahrungsaustausch werteten sie am Ende des Krieges ihre Eindrücke aus und kamen zu der Schlussfolgerung, dass in keiner militärischen Auseinandersetzung vorher das Ausmaß und die Folgen für die Zivilbevölkerung solche negativen Dimensionen erreicht hatte wie in den Jahren 1904/1905. Zum Februar 1906 ging seine Amtszeit in Berlin zu Ende und Kikutarō kehrte nach Japan zurück.
Nach weiteren Jahren in militärischen Stäben und dem Truppendienst übernahm ŌI Kikutarō 1912 die Leitung der Militärakademie in Tokyo. Damit hatte er weiterhin einen großen Einfluss auf die Ausgestaltung der deutsch-japanischen Militärbeziehungen. Zwischen den militärischen Bildungseinrichtungen beider Länder wurden sowohl Lehrkräfte als auch Generalstabs- und Truppenoffiziere für kurz- und längerzeitige Aufenthalte ausgetauscht. Vor allem betraf das die Jahre zwischen 1905 und 1913. Einer der Gastoffiziere, die sich an mehreren Orten aufhielten und dort Erfahrungen sammelten, war auch Major Karl Haushofer (1869–1946). Dieser verfasste nach seiner Rückkehr 1913 das Buch „Der deutsche Anteil an der geographischen Erschließung Japans und des subjapanischen Erdraumes und deren Förderung durch Krieg und Wehrpolitik“. Im gleichen Jahr änderte ŌI Kikutarō seinen Namen und nannte sich nun „Narumoto“. Ab 1914 führte er als Armeegeneral die 8. Division der japanischen Landstreitkräfte. Ebenfalls als Kommandeur nahm er 1918 an dem von Japan geplanten Sibirienfeldzug gegen Sowjetrussland teil. Hier führte er die 12. Division, die ihrer zeitweiligen Sitz in Wladiwostok hatte. Auf Grund seiner gesellschaftlichen Stellung, die er erreicht hatte und seiner Leistungen wurde er im April 1922 in den Rang eines Barons erhoben. Zwei Jahre später wurde er Mitglied des renommierten Herrenhauses, Kizokuin, dem Oberhaus des japanischen Reichstages. Seine berufliche Entwicklung beendete er im April 1933, er trat in den Ruhestand und zog sich aus dem gesellschaftlichen Leben zurück.
Am 15. Juli 1951 starb ŌI Kikutarō in Tokyo und wurde auf dem Friedhof Tama beigesetzt.